# Aston University

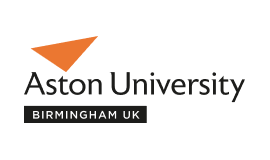
Logo Uniwersytetu Aston

Uniwersytet Aston (ang. Aston University) – angielska uczelnia publiczna, zlokalizowana w centrum Birmingham, w dzielnicy Gosta Green. Uniwersytet Aston wywodzi się z Miejskiej Szkoły Technicznej w Birmingham (Birmingham Municipal Technical School), założonej w 1895 r., która z czasem (w 1956 r.) przekształciła się w Szkołę Zaawansowanych Technologii (College of Advanced Technology), zaś 22 kwietnia 1966 r. otrzymała status uczelni wyższej, nadany przez królową Elżbietę II.